# Alba María Redondo Ferrer
Alba María Redondo Ferrer (Albacete, 27 d'agost de 1996) és una futbolista professional espanyola que juga com a davantera al club de la Lliga F Reial Madrid i a la selecció espanyola femenina.

## Carrera
Redondo va progressar pel sistema juvenil del club de la seua ciutat, el Fundación Albacete. El 2014, Redondo, de 17 anys, va marcar dos gols quan "El Funda" va guanyar 2-0 a la UD Granadilla Tenerife Sud per assegurar l'ascens a Primera Divisió. Tot i jugar en un club relativament menut, es va convertir en una golejadora competent i va cridar l'atenció de les scouts de la selecció espanyola de futbol. Va debutar amb la selecció sènior el novembre de 2018 i també va ser convocada per a la Copa de l'Algarve 2019. La temporada 2018-19 va acabar amb una decepció per a Redondo, quan els seus 15 gols a la Lliga no van impedir que el Fundació Albacete acabara al final de la classificació i descendira. També quedà fora de l'equip de 23 jugadores del seleccionador nacional Jorge Vilda per a la Copa del Món Femenina de la FIFA 2019.
El juny de 2019, Redondo es va traslladar al Llevant, signant un contracte de dos anys amb una opció d'un any. El novembre de 2019 va marcar dos gols contra l'EdF Logronyo, però va quedar inconscient al final del partit. Tot i la seua commoció, el fisioterapeuta que va córrer a tractar-la va ser expulsat per un àrbitre dogmàtic, que va considerar que el fisiona no havia demanat permís per entrar al terreny de joc. Al mes següent, Redondo es va fer estimar per l'afició del Llevant quan va marcar l'únic gol de la victòria contra el València al derbi de la ciutat.
Redondo va guanyar el premi Pichichi per ser la màxima golejadora de la temporada 2022-23 de la Lliga F.